# Жерар Банід
Жерар Банід (фр. Gérard Banide, нар. 12 липня 1936, Париж) — французький футболіст, що грав на позиції воротаря. По завершенні ігрової кар'єри — тренер.
Батько іншого французького футбольного тренера Лорана Баніда.

## Ігрова кар'єра
У дорослому футболі дебютував 1956 року виступами за команду «Ла-Сьйота», в якій провів один сезон. Згодом протягом чотирьох сезонів захищав ворота клубу «Олімпік» (Алес).

## Кар'єра тренера
1973 розпочав тренерську кар'єру, працюючи у футбольній академії ІНФ «Віші». За три роки перейшов до структури «Монако», де очолив другу команду клубу, а ще за три роки, у 1979, став головним тренером основної команди «монегасків».
Згодом протягом сзезону 1983/84 тренував «Мюлуз», після чого обійняв посавду асистента головного тренера національної збірної Франції.
1986 року залишив національну команду і два роки очолював тренерський штаб марсельського «Олімпіка».
Згодом у 1988–1989 роках тренував «Страсбур», а протягом частини 1990 року був асистентом головного тренера в столичному «Парі Сен-Жермен».
Того ж 1990 року повернувся до «Монако», де до 2002 року працював з молодіжними командами. Протягом частини 1995 року також керував й основною командою клубу.

## Титули і досягнення

### Як тренера
- Володар Кубка Франції (1):

«Монако»: 1979-1980
- Чемпіон Франції (1):

«Монако»: 1981-1982